# Les Edelweiss

Les Edelweiss est une série française réalisée par Stéphane Kappes sur un scénario de Ludovic Abgrall et Sébastien Mounier, diffusés à partir du 8 novembre 2010 sur RTBF et du 2 janvier 2012 sur TF1. Ils ont été tournés dans le village des Gets en Haute-Savoie. 

## Distribution
- Claire Keim : Anne-Sophie (épisodes 1, 2, 3)
- Marie-Anne Chazel : Françoise (épisodes 1, 2, 3)
- Wladimir Yordanoff : Charles (épisodes 1, 2, 3)
- Bartholomew Boutellis : Xavier (épisodes 1, 2, 3)
- Farouk Bermouga : Laurent (épisode 1, 2, 3)
- Stéphane Debac : Philippe (épisode 1)
- Grégori Baquet : Philippe (épisodes 2 et 3), en remplacement de Stéphane Debac
- Jean-Baptiste Fonck : Enguerrand (épisode 1)
- Enzo Tomasini : Enguerrand (épisodes 2 et 3), en remplacement de Jean-Baptiste Fonck
- Édouard Montoute : Bernard  (épisode 1)
- Estelle Cavagnoud : Mélanie (épisode 1)
- Laëtitia Lacroix : Cathie (épisode 1)
- Ludmila Henry : Ingrid (épisode 1)
- Julien Boisselier : Antoine (épisode 2)
- Jacques Chambon : Morel (épisode 2)
- Christelle Reboul : Nadège (épisode 3)
- Éric Savin : Léopold (épisode 3)
- Simon Astier : Guillaume (épisode 3)
- Kader Boukhanef : Gérard Masson (épisode 3)
- Jacques Boudet : Joseph Crozat (épisode 3)
- Pierre Berriau : Petraz, le boucher  (épisode 3)
- David Perrin : Gendarme  (épisode 3)

## Épisodes

### Épisode 1: Bienvenue aux Edelweiss
- Scénario : Ludovic Abgrall, Sébastien Mounier
- Musique : Xavier Berthelot
- Diffusion : 3 janvier 2011 sur TF1, 8 novembre 2010 sur RTBF, 19 mars 2020 sur Gulli
- Audience France : 
  - TF1 : 8,7 millions soit 32,5 % de part de marché[1]
  - Gulli : 461 000 téléspectateurs soit 1,8 % de part de marché[2]
- Synopsis : Anne-Sophie et son fils partent en Haute-Savoie aux sports d'hiver pour les 35 ans de mariage de ses parents. Depuis plusieurs mois Anne-Sophie est en instance de divorce  et sa mère n'accepte pas cette situation et ne veut pas la voir célibataire. Elle essaie de la convaincre d'annuler ce divorce. Philippe, le futur ex mari, débarque pour reconquérir Anne-Sophie. Pour ne plus avoir sa mère et son mari sur le dos, Anne-Sophie demande à un moniteur de ski de se faire passer pour son fiancé...

### Épisode 2: Panique aux Edelweiss
- Scénario : Ludovic Abgrall, Sébastien Mounier, Sophie Hiet
- Musique : Xavier Berthelot
- Diffusion : 17 octobre 2011 sur TF1, 10 octobre 2011 sur RTBF, 26 mars 2020 sur Gulli
- Audience (France) : 
  - TF1 : 4,6 millions soit 18 % de part de marché[3]
  - Gulli : 258 000 téléspectateurs soit 1 % de part de marché[4]
- Synopsis : pour son équilibre mental, Anne-Sophie s'était jurée de couper les ponts avec sa famille envahissante mais, après un appel paniqué de son frère, Xavier, elle avale les centaines de kilomètres entre chez elle, à Lyon, et le chalet de famille à la montagne. Elle s'était pourtant promis de garder ses distances avec sa famille trop envahissante... Quand elle débarque aux Edelweiss, elle tombe sur un de ses amis d'école et redoute que sa mère soit en train de tomber dans les bras de ce « serial lover ». Est-il encore temps d'empêcher le divorce de ses parents ? Elle replonge tête la première dans le tourbillon des Edelweiss...

### Épisode 3: Les Edelweiss, Quand les parents débarquent
- Scénario : Ludovic Abgrall, Sébastien Mounier
- Musique : Xavier Berthelot
- Diffusion : 2 janvier 2012 sur TF1, 23 octobre 2011 sur RTBF, 2 avril 2020 sur Gulli
- Audience (France, TF1) : 5,1 millions soit 18,8 % de part de marché[5]
- Synopsis : après différentes péripéties familiales, Anne-Sophie se réjouit d'avoir enfin réussi à se reconvertir en coach personnel, mais n'a que trois jours pour prouver qu'elle a sa place dans sa boite Coach & Co... Anne Sophie qui comptait coacher ses trois cas assez difficiles aux Edelweiss voit ses parents débarquer par surprise... Leurs vacances aux Antilles se sont raccourcies à cause de la mort de leur hôtesse. Quand ils arrivent, le supérieur de Anne-Sophie les rencontre et ils sont obligés de se faire passer pour des clients d'Anne-Sophie. Françoise s'immisce dans le coaching de sa fille Anne-Sophie et lui rend les choses bien difficiles. Bientôt toute la famille s'en mêle...
- Titre : L'épisode diffusé sur la RTBF le 23 octobre 2011 était titré "Les Edelweiss : La mouche du coach"; la rediffusion de 2014 reprend le titre "Les Edelweiss, Quand les parents débarquent"[6]

## Récompense
- 2012 : Trophée de la fiction unitaire aux Trophées du Film français